# Pygopleurus ponticus
Pygopleurus ponticus är en skalbaggsart som beskrevs av Rudolph Petrovitz 1957. Pygopleurus ponticus ingår i släktet Pygopleurus och familjen Glaphyridae. Inga underarter finns listade i Catalogue of Life.